# Tigranocerta de Artsaque
Tigranocerta de Artsaque (em armênio/arménio:  Արցախի Տիգրանակերտ, Artes'akhi Tigranakert) é uma antiga cidade arménia em ruínas do período Helenístico. É uma das várias antigas cidades do planalto arménio que têm o mesmo nome. O nome foi posto em honra do rei arménio Tigranes, o Grande (r. 95–55), apesar de alguns estudiosos, como Robert Hewsen e Babken Harutyunyan, terem afirmado que este Tigranocerta em concreto pode ter sido fundado por Tigranes, o Grande pai, Tigranes I (r. ac. 123–95 a.C.). Ocupa uma área de cerca de 50 hectares e está localizado na província de Martacerta em Artsaque (NKR), de jure Agdara no Azerbaijão, a cerca de quatro quilómetros a Sul do rio Khachenaget.

## História
Fontes primárias fazem a primeira menção a Tigranocerta no século sétimo, afirmando que na realidade havia duas cidades com o mesmo nome, na província arménia de Otena. Arqueólogos e historiadores têm datado a fundação da primeira das duas entre 120-80 a. C., durante o reinado do Rei Tigranes I, ou o do seu filho e sucessor Tigranes, o Grande. Robert Hewsen tem questionado a atribuição de Tigranes II, porque não foram encontradas moedas ou inscrições tendo a sua efígie e a identificação das ruínas foi achada através do nome local para o lugar. As ruínas da segunda Tigranocerta ainda não foram descobertas, embora acredita-se que estejam localizadas no distrito de Gardamana.
Após o fim da primeira Tigranocerta no início da Idade Média, o nome da cidade foi preservado e usado para vários locais geográficos como Tngrnakert, Tarnakert, Taraniurt, Tarnagiurt e Tetrakerte.

## Escavações
As escavações em Tigranocerta começaram em Março de 2005, quando foi descoberta pela primeira vez, e estão em andamento sob a direcção do Dr. Hamlet L. Petrosyan da Academia Arménia de Ciências do Instituto de Arqueologia e Etnografia. Os arqueólogos descobriram duas muralhas da cidade, bem como torres de estilo helenístico e uma basílica arménia do quinto e sétimo séculos. Em 2008, a equipa de escavação começaram a enfrentar problemas de financiamento, embora as autoridades da República de Artsaque prometeram destinar trinta milhões de drams para continuar a investigação.
Em junho de 2010, um museu dedicado ao estudo e à preservação dos artefactos descobertos nas ruínas de Tigranocerta foi aberto no território da antiga cidade de Aghdam (a qual actualmente está em ruínas).

## Galeria

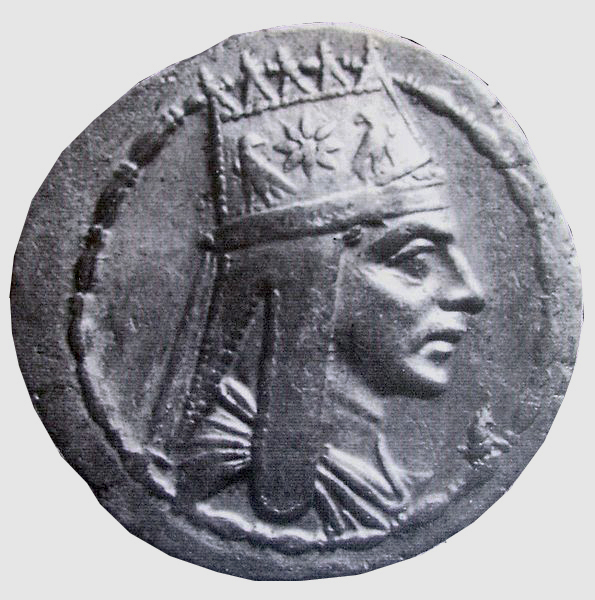
Tigranes o Grande (95 – 55 a.C.), rei da Arménia.
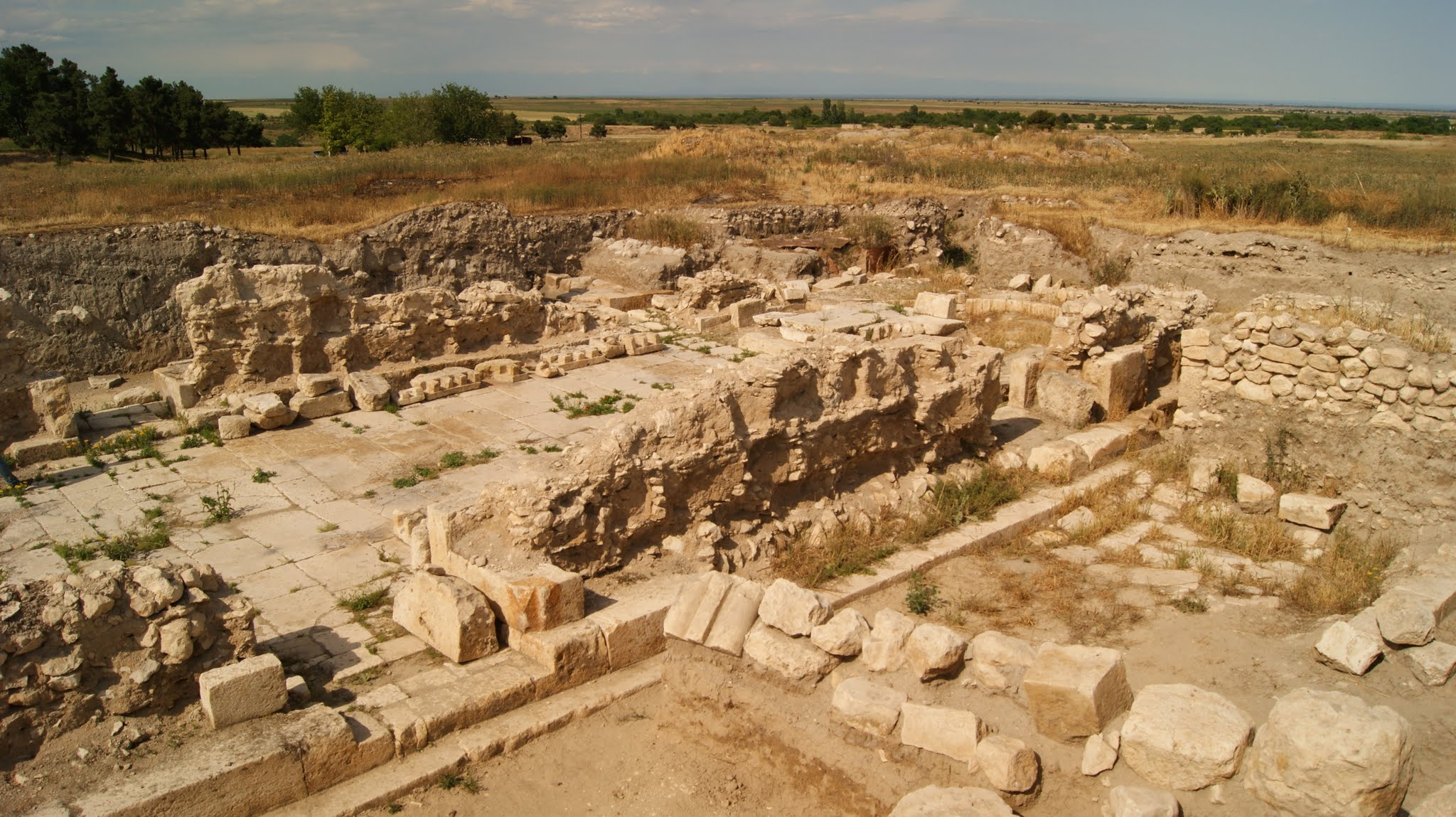
Ruínas.
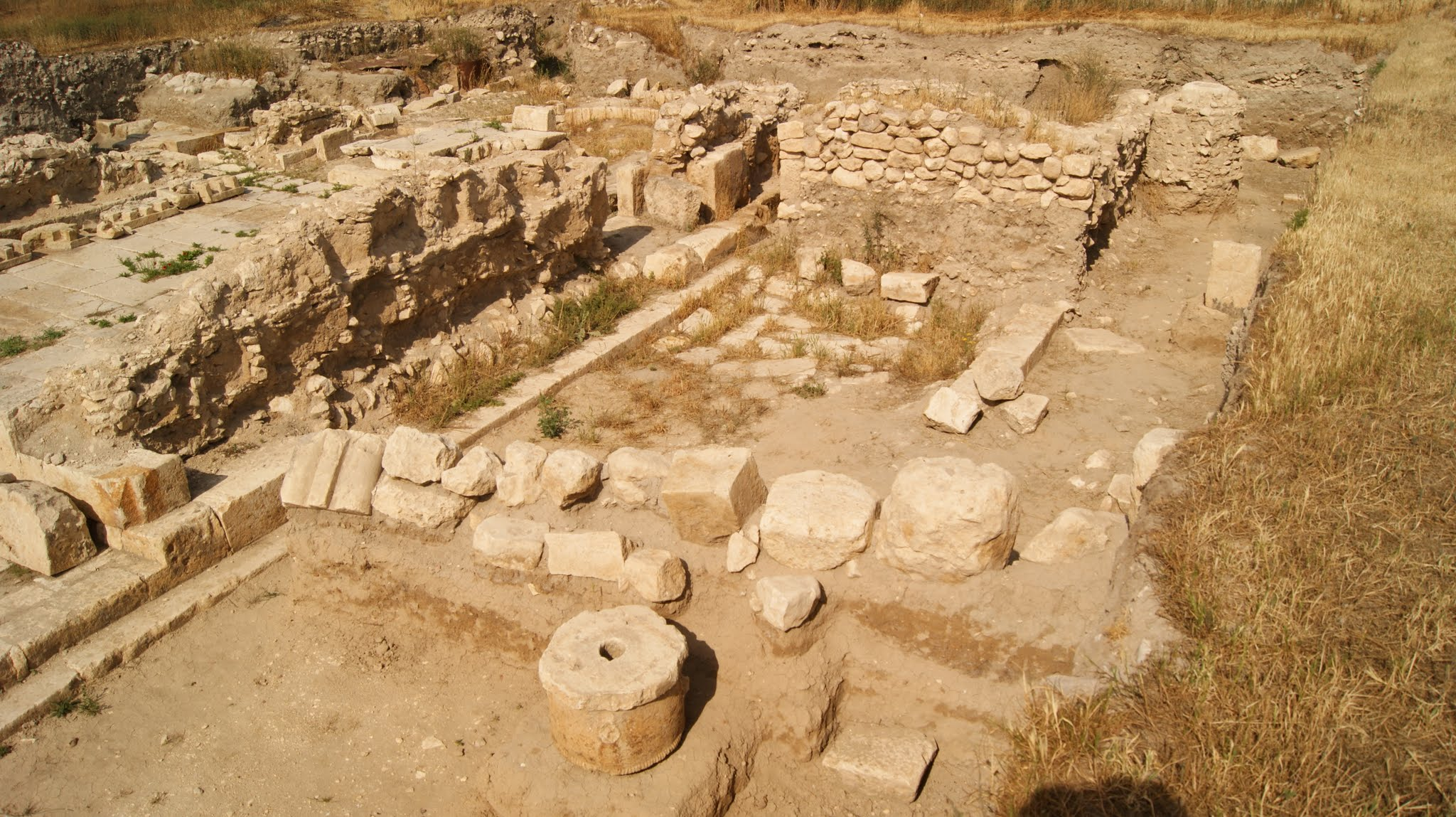
Ruínas.
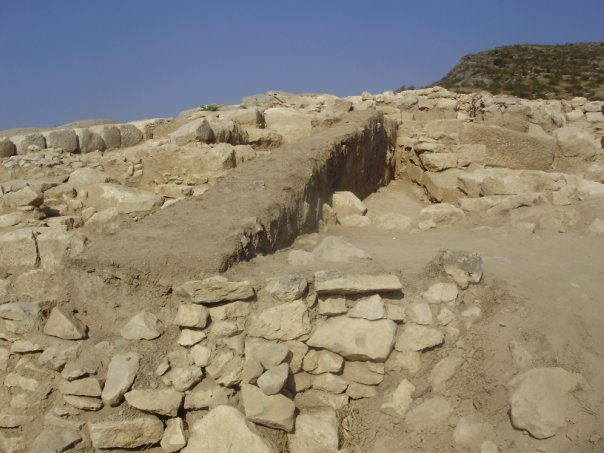
Parte da muralha da cidade.
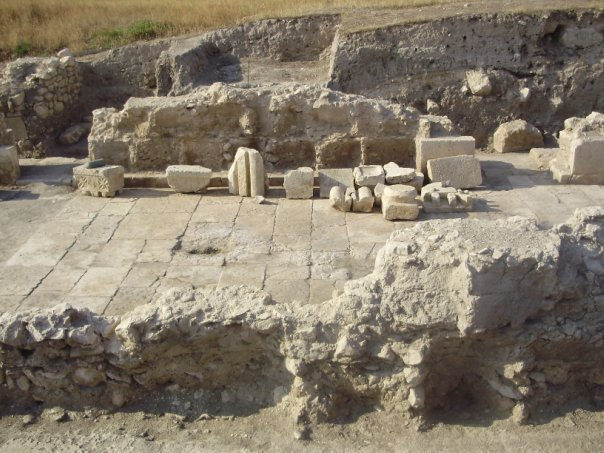
A chamada baixa da cidade de Tigranocerta.
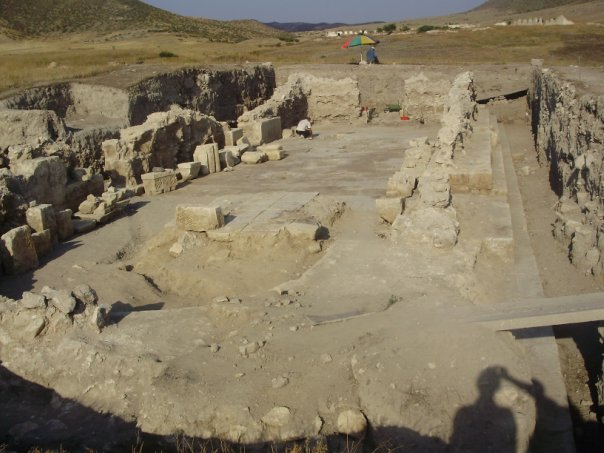
Parte da baixa.
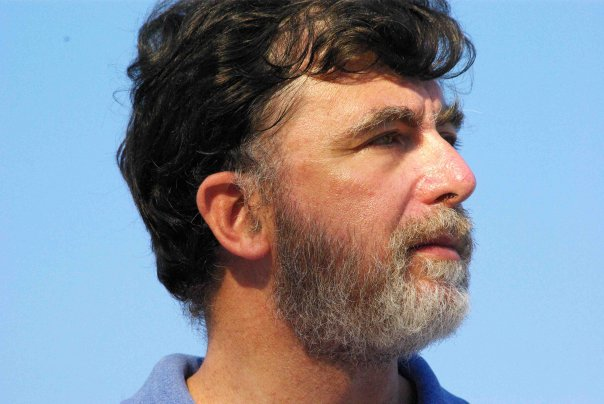
O professor Giusto Traina, historiador italiano que foi membro da equipa internacional que explorou Tigranocerta.